# Elvis Nfoukau
Elvis Nfoukau (ur. 30 czerwca 1986) – kameruński zapaśnik walczący w stylu wolnym. Piąty na igrzyskach afrykańskich w 2007. Zdobył trzy medale na mistrzostwach Afryki w latach 2009 - 2013. Brązowy medalista mistrzostw Wspólnoty Narodów w 2009 roku.